# Regierungsbezirk Gumbinnen

Verwaltungsgliederung der Provinz Ostpreußen 1905 bis 1920:
Regierungsbezirk Königsberg
Regierungsbezirk Gumbinnen
Regierungsbezirk Allenstein

Verwaltungsgliederung 1878 bis 1905:
Regierungsbezirk Königsberg
Regierungsbezirk Gumbinnen

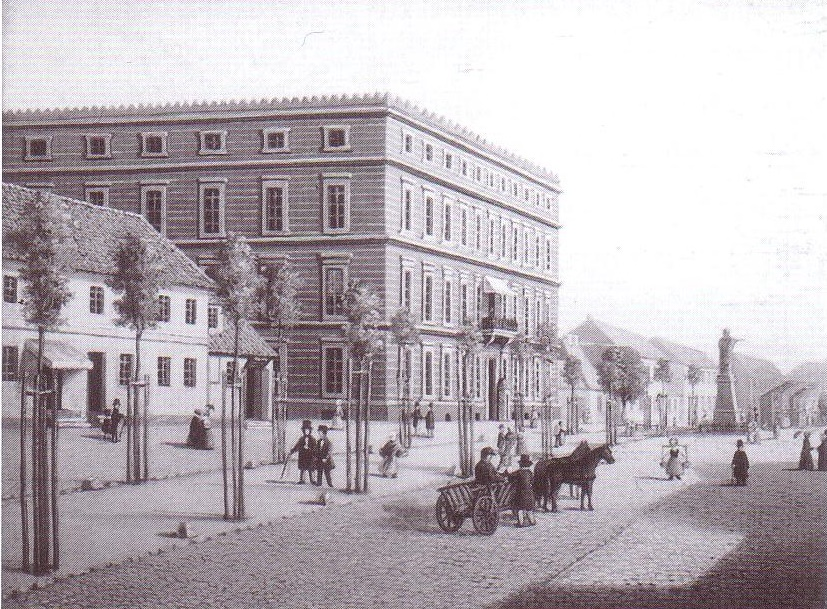
Regierungsgebäude in Gumbinnen mit dem Denkmal Friedrich Wilhelms I. (Enthüllung 1835)

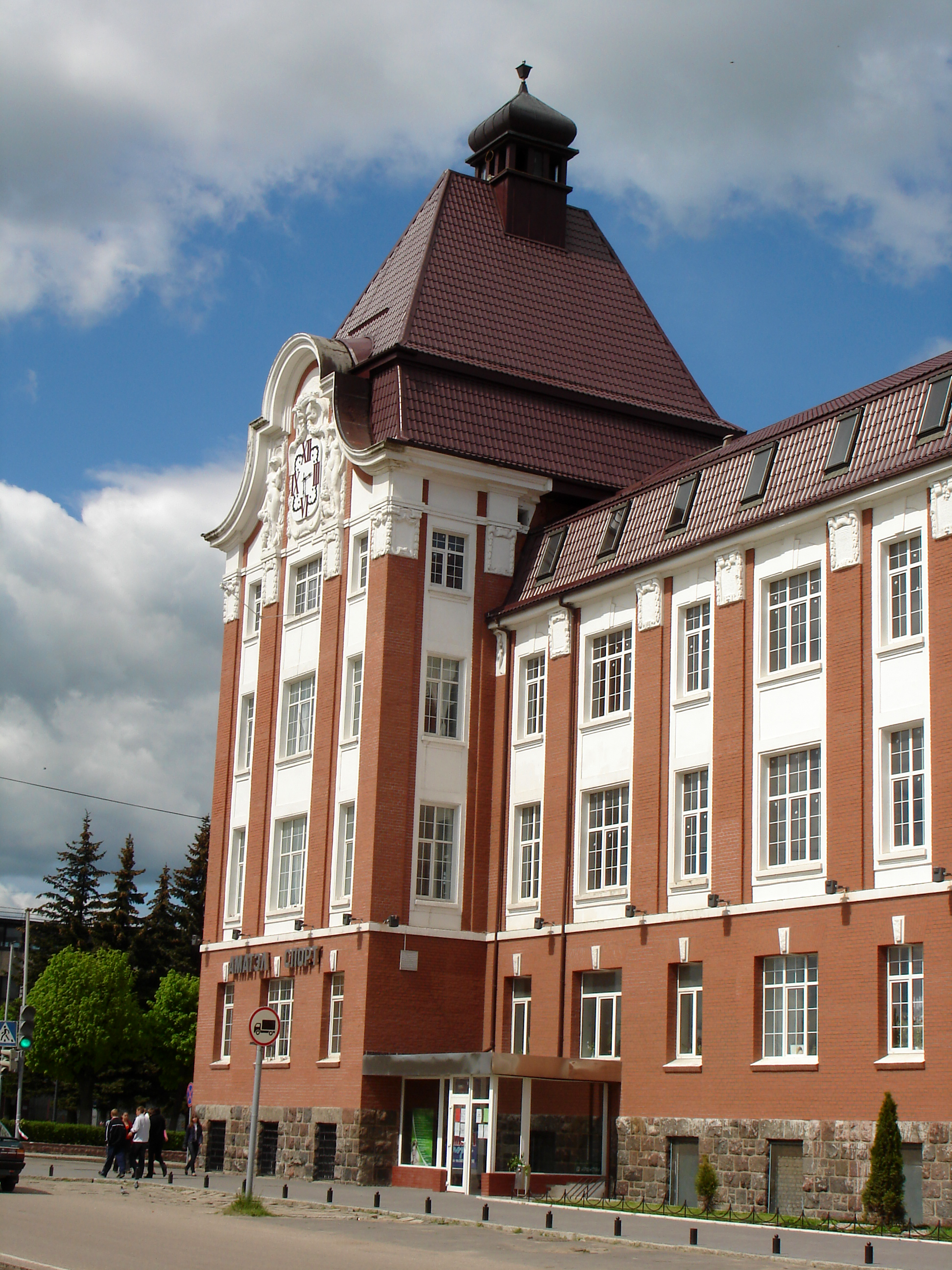
Erweiterungsbau von 1911 („Neue Regierung“) am Prospekt Lenina, 2008

„Neue Regierung“ an der Ulitsa Moskovskaya

Der preußische Regierungsbezirk Gumbinnen lag im Nordosten Preußens. Er bestand von 1808 bis 1945, zunächst unter der Bezeichnung Regierungsbezirk Litthauen zu Gumbinnen. Von 1824 bis 1878 bildete er den östlichsten Teil der Provinz Preußen, dann der Provinz Ostpreußen.

## Verwaltungsgeschichte
Die Große Pest von 1709 bis 1711 hatte Gumbinnen besonders schwer getroffen. Im Juli 1724 wurde eine Deputation (Außenstelle) der Kriegskammer Königsberg in Gumbinnen eingerichtet. Sie war für die Hauptämter Insterburg, Memel, Ragnit und Tilsit zuständig. Am 19. August 1736 wurde die Deputation in eine eigenständige „litthauische Kriegs- und Domainenkammer“ umgewandelt. Der Regierungsbezirk Gumbinnen entstand durch Umbenennung der Kriegs- und Domänenkammer durch das Publicandum vom 16. Dezember 1808.
Der Kreis Memel wurde auf Wunsch der Bürgerschaft der Stadt Memel schon zum 1. September 1816 der Regierung in Königsberg zugeordnet. Zum Ausgleich wurden zahlreiche Kirchspiele im Binnenland dem Gumbinner Bezirk zugewiesen. Sodann wurde die Kreiseinteilung überarbeitet, da die landrätlichen Kreise wegen ihrer zu großen Ausdehnung nicht der Vorgabe entsprachen, wonach es möglich sein sollte, innerhalb eines Tages vom entferntesten Ort des Kreises in die Kreisstadt – und zurück – zu reisen.
In der Regel sollte die größte Entfernung drei Meilen, also knapp 22 km, nicht übersteigen. Da ein Kreis zugleich zwischen 20.000 und 36.000 Einwohnern haben sollte, war der Zuschnitt der Kreise in den dünn bevölkerten „litauischen“ Kreisen recht mühsam, zumal alte Zugehörigkeiten zu berücksichtigen waren.
Der ganze Bezirk umfasste 1885 eine Fläche von 15.870 km². Die Einwohnerzahl betrug
- 1880: 778.422, darunter 756.448 Evangelische, 12.064 Katholische, 4.088 sonstige Christen und 5.791 Juden
- 1885: 788.074
- 1900: 792.240
- 1910: 804.871 (fortgeschrieben einschließlich der 1905 abgegebenen vier Kreise)

1896 wurden die Stadt Tilsit und 1901 die Stadt Insterburg kreisfrei, bildeten also eigene Stadtkreise.
Mit Wirkung ab 1. November 1905 wurden die vier südlichen Kreise (Johannisburg, Lötzen, Lyck und Sensburg) vom Regierungsbezirk Gumbinnen abgetrennt und zusammen mit dem Südteil des Bezirks Königsberg zum neuen Regierungsbezirk Allenstein zusammengefasst.
Nach dem Ersten Weltkrieg musste das Deutsche Reich das Memelgebiet abtreten. Die Kreise Memel und Heydekrug gingen damit verloren, der Kreis Tilsit zum wesentlichen Teil. Seine südlich der Memel gelegenen Gemeinden wurden 1922 mit dem Kreis Ragnit zum Kreis Tilsit-Ragnit fusioniert. Die linksmemelischen Gemeinden des Kreises Heydekrug wurden 1922 dem Kreis Niederung zugeteilt.
Im Rahmen der Umbenennung von Orten in Ostpreußen im Jahr 1938 wurden im Bezirk Gumbinnen 1146 Namen der insgesamt 1765 Gemeinden „germanisiert“.
Als Litauen das Memelgebiet nach dem Deutschen Ultimatum an Litauen vom 20. März 1939 an das Deutsche Reich zurückgeben musste, erhielt der Regierungsbezirk Gumbinnen die Aufsicht über sämtliche memelländischen Kreise (Memel und Heydekrug) und den vergrößerten Kreis Tilsit-Ragnit.
Abteilungsdirigenten leiteten 1939 die Allgemeine Abteilung (Regierungsvizepräsident Eichhart), die Abteilung für Kirchen und Schulen (Theisen) und die Landwirtschaftliche Abteilung (Karbe).
Letzte Veränderungen im territorialen Bestand des Bezirks ergaben sich aus der Annexion von polnischem Staatsgebiet um Suwałki und Augustow, das als Landkreis Suwalken im November 1939 dem Regierungsbezirk Gumbinnen zugeordnet und im Mai 1941 in Landkreis Sudauen umbenannt wurde. Im Jahre 1943 wurde ein Teil dieses Landkreises an den südöstlich benachbarten und nun ebenfalls annektierten Bezirk Bialystok abgegeben.
Die deutsche Verwaltung endete im Winter 1944/45 mit dem Einmarsch sowjetischer Truppen und der Vertreibung der Deutschen.
Der größte Teil des Regierungsbezirks Gumbinnen gehört heute zur Oblast Kaliningrad der Russischen Föderation, im Süden liegen heute die Powiate der Wojewodschaft Ermland-Masuren.

## Verwaltungsgliederung

### Stadt- und Landkreise
Stand von vor der Rückgabe des Memellandes:
| Stadt-/Landkreis          | Einwohner | Fläche      | Bev.dichte      | Kommunen Städte/Flecken/Gemeinden | Anmerkungen                 |
| ------------------------- | --------- | ----------- | --------------- | --------------------------------- | --------------------------- |
| Stadtkreis Insterburg     | 048.711   | 44,11 km²   | 1104,3 Einw/km² | 1/0/0                             |                             |
| Stadtkreis Tilsit         | 058.468   | 59,02 km²   | 990,6 Einw/km²  | 1/0/0                             |                             |
| Kreis Angerapp            | 031.549   | 759,49 km²  | 41,5 Einw/km²   | 1/1/163                           | bis 1938: Kreis Darkehmen   |
| Kreis Angerburg           | 042.744   | 929,28 km²  | 46,0 Einw/km²   | 1/1/72                            |                             |
| Kreis Ebenrode            | 041.265   | 703,90 km²  | 58,6 Einw/km²   | 2/1/170                           | bis 1938: Kreis Stallupönen |
| Kreis Elchniederung       | 055.376   | 1003,12 km² | 55,2 Einw/km²   | 0/5/221                           |                             |
| Kreis Goldap              | 045.825   | 993,34 km²  | 46,1 Einw/km²   | 1/2/171                           |                             |
| Kreis Gumbinnen           | 055.272   | 730,61 km²  | 75,7 Einw/km²   | 1/0/158                           |                             |
| Landkreis Insterburg      | 043.224   | 1160,83 km² | 37,2 Einw/km²   | 0/0/177                           |                             |
| Kreis Schloßberg (Ostpr.) | 042.656   | 1059,40 km² | 40,3 Einw/km²   | 2/2/241                           | bis 1938: Kreis Pillkallen  |
| Kreis Tilsit-Ragnit       | 056.117   | 1100,45 km² | 51,0 Einw/km²   | 1/4/264                           |                             |
| Kreis Treuburg            | 037.998   | 855,81 km²  | 44,4 Einw/km²   | 1/4/96                            | bis 1938: Kreis Oletzko     |
| Gesamt                    | 559.205   | 9399,36 km² | 59,5 Einw/km²   | 12/20/1733                        |                             |

### Regierungspräsidenten
1809–1816: Theodor von Schön
1813 interimistisch (Mai bis Oktober?) Theodor Nicolovius
1816–1825: Ernst Ludwig Wlömer
1825–1832: Johann Friedrich Heuer
1832–1839: Thoma
1839–1846: Johann Carl Friedrich Braun
1846–1851: Gustav von Saltzwedel
1851–1859: Fedor Curd von Byern
1859–1864: Eduard Moritz von Kries (1802–1889)
1864–1871: Friedrich Maurach
1871–1874: Robert Viktor von Puttkamer
1875–1879: Otto von Westarp
1879–1881: Albrecht von Schlieckmann
1881–1894: Otto Steinmann
1895–1904: Wilhelm von Hegel
1905–1913: Hermann Wilhelm Stockmann
1913–1915: Friedrich Karl Gramsch
1915–1919: Georg von Lambsdorff
1919–1920: Magnus von Braun
1920–1933: Otto Rosencrantz
1933–1945: Herbert Rohde